# Venerabile Collegio Inglese

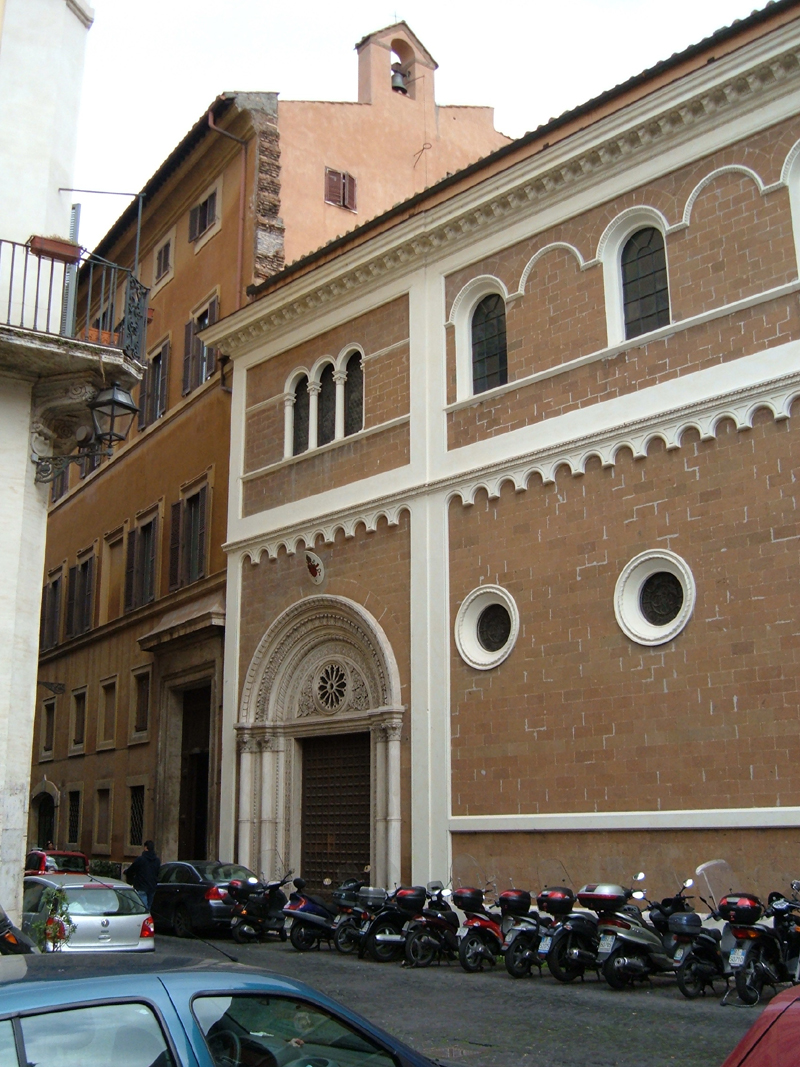
La chiesa di San Tommaso di Canterbury (a destra) e il Venerabile Collegio Inglese (a sinistra)

Il Venerabile Collegio Inglese (inglese: Venerable English College) è un seminario cattolico di Roma, fondato dal cardinale William Allen nel 1576 (sebbene la bolla di fondazione di papa Gregorio XIII sia del 1579) con lo scopo di formare sacerdoti di nazionalità inglese e gallese.
Si tratta della più antica istituzione inglese al di fuori della Gran Bretagna. Ha sede in via di Monserrato e ha una residenza estiva a Rocca di Papa.

## Storia
Nel 1362 una coppia di commercianti inglesi vendette alla gilda degli inglesi di Roma una casa sull'attuale via di Monserrato, al civico 45. La gilda vi fondò una casa di accoglienza per i pellegrini inglesi a Roma (aumentati notevolmente dopo i primi due giubilei del 1300 e del 1350) e per la cura degli infermi e dei poveri di nazionalità inglese: nacque così l'Ospizio inglese della Santissima Trinità e di San Tommaso, intitolato a San Tommaso di Canterbury.
Con lo scisma di re Enrico VIII e il regno di sua figlia Elisabetta I, l'ospizio perse di utilità a causa della diminuzione del numero dei pellegrini inglesi; contemporaneamente, in Gran Bretagna s'iniziò a sentire la penuria di sacerdoti cattolici, tanto che un docente di teologia, William Allen, si recò a Doagio nelle Fiandre per fondarvi nel 1568 un seminario chiamato «Collegio Inglese», il primo collegio inglese sul Continente. Trasferitosi a Roma, nel 1576 Allen decise di trasformare l'ospizio romano in un seminario, allo scopo di formare sacerdoti che cercassero di riportare in auge l'«antica fede». Nel 1577 arrivarono i primi seminaristi; nel 1579 papa Gregorio XIII promulgò la bolla di fondazione, con la quale garantì un sussidio annuale e alcune proprietà, tra cui l'abbazia di San Savino a Piacenza. Negli anni successivi, il collegio ospitò personaggi come il medico William Harvey (1636), i poeti John Milton (1638) e Richard Crashaw (1646), lo scrittore John Evelyn (1644). Dal 1579 il seminario fu amministrato dai Gesuiti per decisione di Papa Gregorio XIII; l'inglese Robert Parsons fu rettore pro-tempore dal 19 marzo al 23 aprile, quando il pontefice nominò Alfonso Agazzari. I Gesuiti ressero Collegio fino al 1773.
Dopo l'ordinazione i neosacerdoti tornavano in patria, consci dell'infausto destino che li aspettava: tra il 1581 e il 1679, ben 44 allievi del collegio furono uccisi per odio anticattolico; di questi, 41 furono poi canonizzati o beatificati. Tra le prime vittime vi furono Ralph Sherwin e Robert Southwell, tra le ultime Enrico Morse, Davide Lewis e Giovanni Wall, tutti proclamati santi. Questa abbondanza di martiri fu immortalata all'interno del Collegio in un ciclo di affreschi di Niccolò Circignani detto il Pomarancio. Nel 1818 il Collegio ricevette l'appellativo di «Venerabile».

## Curiosità
Nel 1892 gli studenti del Venerabile Collegio Inglese furono probabilmente il primo gruppo di atleti a importare l'Association Football nella città di Roma.